# 亡国のイージス
『亡国のイージス』（ぼうこくのイージス）は、1999年に講談社から刊行された福井晴敏の小説である。本作品を原作に、映画（2005年公開）や漫画などメディアミックス展開されている。

## 概要
国防問題を題材にした作品で、2000年に日本推理作家協会賞、日本冒険小説協会大賞、大藪春彦賞をトリプル受賞した。これを基にした映画が2005年公開され、『モーニング』誌でもこれを基にした漫画が連載されている。この物語の後日談としてコーエーがPlayStation 2用ゲームとして『亡国のイージス2035 〜ウォーシップガンナー〜』を発売している。
2006年現在、発行部数は110万部を越える。
前作『Twelve Y. O.』の続編にあたるが、短編集や漫画も含めれば、『6ステイン（920を待ちながら）』や『C-blossom case729』の続編でもある。

## 原作あらすじ
はたかぜ型ミサイル護衛艦「いそかぜ」とたちかぜ型ミサイル護衛艦「うらかぜ」から成る海上自衛隊第3護衛隊群第65護衛隊は、訓練のため呉地方隊を出港し、太平洋の訓練海域へ向かっていた。「いそかぜ」は大規模改修が行われてミニ・イージスシステムが搭載され、TMD対応イージス艦の一番艦となったばかりだった上、幹部がほぼ全員交代しており、練度が低い状態だったが、海上訓練指導隊 (FTG) から受け入れ監査を受けなければならなかった。「いそかぜ」先任伍長の仙石は、イージスシステムの経験者として異動してきた如月一士や、独身者揃いの幹部たちの不自然な様子に気づく。如月も、自らの「目的」のためとは言え、同僚や仙石たちに接近する。特に仙石に対しては絵画を通じて心を開いていく。
そのころ、『辺野古ディストラクション』後に米軍から奪われた特殊兵器「GUSOH」（通称：ネスト、あれ）は、防衛庁情報局 (DAIS) の監視も虚しく7人の工作員の手で持ち出されてしまう。
予定通り、由良基地で溝口三佐以下FTG隊員を受け入れるが、彼らの不自然さに、「いそかぜ」の下士官たちも気が付いていく。そんな中、オセアニア航空202便（ボーイング747）の墜落事故が発生。「いそかぜ」は墜落現場に赴いて救助活動を行い、奇跡的に生存していた女性を救出するが、やがてその女性は死亡する。しかし、「いそかぜ」には不可解な事故が続発。女性も、生き返って艦内に潜入した噂まで出る始末だった。ついに、菊政二士が訓練中に事故死し、艦内に動揺が広がる中、演習続行が決断される。仙石はクルーを守るべく竹中副長ら幹部に食って掛かり、ついに宮津艦長と溝口三佐から「真相」を聞く。
DAISの人間である溝口三佐らは、FTGを装って「いそかぜ」に乗艦し、艦内に潜伏している北朝鮮工作員「ホ・ヨンファ」の影響下にある工作員：如月を捕える任務を帯びていた。艦内に隠れていた女性も溝口の部下だった。ヨンファは宮津艦長の息子：隆史に接近し、それをヨンファ捕縛の好機ととらえたDAISにより、隆史は死に追いやられたという。
「真相」を知った仙石は、戦闘配置が命じられる中で如月を問い詰め、PlayStationに偽装された通信機を破壊するが、逆に気絶させられてしまう。その後の混乱の中で、先任海士長だった田所が殺害され、さらに如月は艦を爆破し始める。仙石は機関室に爆弾を仕掛けた如月を見つけると、激しく詰問するが、艦長らの「真相」とはまったく異なる説明を如月から聞くこととなる。溝口こそがホ・ヨンファであり、潜伏した女：ジョンヒも高練度の工作員で、28名の幹部全員がグルである。自分は「いそかぜ」反乱を阻止すべくDAISから送り込まれた工作員であると。
仙石は混乱するが、入れ替わるように機関室に乱入したヨンファの部下たちは如月を捕え、発煙筒を艦内にばら撒いていく。宮津艦長は「最後の命令」として総員離艦を命ずるが、仙石は土壇場で救命筏から海に飛び込み如月が爆破して生み出した破孔を通じ「いそかぜ」に戻る。宮津やヨンファたちが残る「いそかぜ」は「うらかぜ」をハープーンで撃沈し、「いそかぜ」撃沈命令を受け対艦攻撃を試みた航空自衛隊のF-15JをもSM-2ERを用いて撃墜すると、自衛艦隊宛に「自衛艦隊からの離脱を宣言する。本艦の全ミサイルは東京首都圏に設定されている。その弾頭、通常に非ず」と叛乱を宣言する。
東京を射程に収めた「いそかぜ」が東京湾方面へ航行する中、梶本首相率いる政府は『大戦中の米軍の機雷不発弾処理のため』として東京湾を封鎖する。一般市民に被害を出さない解決法は、「解毒剤」である特殊焼夷弾（Tプラス）で「いそかぜ」を破壊するか、艦内部から制圧するかの二つしかなかった。宮津の要求は、GUSOHやDAISの存在の公表、DAISが隆史を暗殺したことの公表などであった。
午前9時、政府首脳との2回目の通信で、梶本首相は宮津を懐柔しようとDAISの存在や暗殺を否定する。そこで宮津はCICに如月を呼び寄せるが、如月は組織のためではなく「生き甲斐を守るために戦う」と話す。政府首脳にも宮津にも衝撃が走り、ヨンファが如月を殺害しようとした瞬間、「いそかぜ」閉鎖区画に潜入していた仙石が爆発を起こし、工作員の一人からマシンガンを奪う。仙石は艦内放送で、幹部とは違う海曹としての「いそかぜ」への愛着を語ると、応急指揮所を介してCICの二酸化炭素消火装置作動警報を起動。CICが混乱に陥った隙をついて如月は脱走に成功し、二人は合流する。
一方、第1護衛隊群旗艦として僚艦と共に「いそかぜ」を監視するはるな型ヘリコプター搭載護衛艦「ひえい」は、「いそかぜ」の照明を使ったモールス信号を解読し、仙石と如月が潜入していることを発見する。梶本首相らはTプラスによる爆撃を計画するが、DAISの渥美は時間稼ぎをし、二人とDAIS対テロ特殊要撃部隊「920SOF」による「いそかぜ」制圧作戦を立案する。最終的に、渥美は首相を説得し「亡国の危機」解決のため作戦実行の許可を得ることに成功。3回目の通信で、首相は要求を全て飲む旨を宮津に伝える。そして渥美が宮津と話し、隆史の暗殺への関与を認めるが、その会話から15時に作戦が実施されることを仙石と如月は理解する。
しかし、ヨンファも同様に作戦実施を見抜き、制圧作戦は露見して失敗、逆に「いそかぜ」からの短魚雷攻撃により水中から突入を試みた920SOFは壊滅する。救助を求める政府と、受け入れを迷う宮津の双方をヨンファは嘲笑う。そしてヨンファがGUSOH発射を試みる中、突如海自のヘリが現れる。ヘリから「うらかぜ」元艦長の阿久津が発した「シーマンシップ」という言葉に宮津は激しく動揺する。葛藤の中、宮津は阿久津の乗るヘリを撃墜すべくCIWSの発射スイッチに手をかけるが、竹中に制止される。同じタイミングで、仙石と如月はCIWSを使用不能にする。
やがて工作員たちとの戦闘が始まる。「いそかぜ」はTプラス使用を防ぐため沿岸へ移動を開始する。ヨンファとジョンヒ、宮津と竹中の関係にもやがて亀裂が入る。如月はついにジョンヒを倒す。仙石と如月は、盗聴器から竹中とヨンファの口論を聞き、GUSOHがVLSの第7セルに収められたSM-2ERに装填されたことを知る。ヨンファは先回りしてGUSOHを回収し専用容器『ネスト』に格納するが、宮津と、次に如月と相撃ちになり、双方に重傷を負わせる。
仙石は如月を治療するためVLS管制室に救急セットを取りに行くが、そこで宮津艦長と再会する。宮津は残存の隊員に対し先任伍長である仙石の指揮下に入ることを艦内放送で命じる。一切の対話を拒否して「いそかぜ」を晴海に向け、GUSOHを開放するつもりのヨンファは、部下に命じて舵や機関関連設備を破壊し「いそかぜ」を暴走させていた。仙石は残存の幹部たちに、退艦を命じる。仙石はヨンファとの直接対決に臨むが阻止できず、ヨンファは『ネスト』を頭上で開放する……が、何も起こらなかった。
茫然となった二人は再び対決し、仙石も重傷を負うが、ヨンファは転落死する。Tプラスを搭載した航空自衛隊のF-15Jによる「いそかぜ」攻撃が迫る中、仙石は手旗信号で「グソー存在せず、艦暴走せり」とDAISの偵察衛星に観測されることを期待しつつ外部に伝え、攻撃は阻止された。退艦が進む中、なおも暴走する「いそかぜ」に残る宮津艦長は、最後の決断として如月に代わって機関室の爆弾を起爆し、艦を自沈させる。
その後、事件は「事故」として闇に葬られ、仙石は退職して兄が営むスーパーで働いていた。妻子とも関係が修復されつつあり、絵を仕事にし始めた仙石は、死亡したとされる如月の消息を訪ねる。再会した二人は、海に護衛艦を見つけると、新しい未来を信じて大きく手を振るのだった。

## 登場人物
「演」は映画でのキャスト

### 主要人物
仙石 恒史（せんごく ひさし）
演：真田広之
海上自衛隊ミサイル護衛艦「いそかぜ」先任伍長。
東京の下町出身。高卒で海上自衛隊に入る。かつては兄に対する強い劣等感から、いわゆる不良だった彼も、自衛隊で長く過ごす中で上意下達に身を任せるようになっていた。自分の艦に対する愛着が深く、「艦は我が家。クルーは家族」と信じて疑わない。離艦後に単身「いそかぜ」に戻る。絵が得意だが、人前では描かない。
海自初のミサイル護衛艦「あまつかぜ」乗組員出身で艦載ミサイル（旧型のターター）の専門家だが、イージスシステムおよびVLSを搭載したこんごう型護衛艦の配備以降は技術革新から取り残されていた。
「いそかぜ」がミニ・イージス艦化されたためミサイル班長ながら新装備の運用からは外され、若い海士の取り扱いにも悩まされ、家庭も離婚の危機にある。
映画版で配属は「いそかぜ」の設定変更もあってVLS担当と設定され原作での鬱屈や懊悩は見られない。また、離婚の危機という設定もなくなり、若くして妻を亡くし、一人娘がいるという設定になっている。
宮津 弘隆（みやつ ひろたか）
演：寺尾聰
海上自衛隊ミサイル護衛艦「いそかぜ」艦長。二等海佐。そして、今回の事件の首謀者。
神奈川県出身。父親も大日本帝国海軍から戦後は海上自衛隊の技術幹部となり、父に憧れて自衛官を志す。人望に厚く、同級生・先輩後輩・同僚に彼を慕う者は多い。部内幹部を目指す海曹を対象に、勉強会「宮津学校」を主催していたことがあり、人脈も豊かである。
妻、息子の隆史に恵まれていたが、隆史の「事故死」に強いショックを受けたところにホ・ヨンファが現れ、関わりを持つ。冷徹になろうとするも、ここ一番で冷徹になりきれない。
初任幹部時代に仙石と出会っていて、中学生時代の如月とも縁があるらしい描写が見られる。
映画では、防衛庁側の意向（艦長が反乱を起こすのは頂けない）もあり、副長に変更された。
如月 行（きさらぎ こう）
演：勝地涼
海上自衛隊ミサイル護衛艦「いそかぜ」第一分隊砲雷科一等海士。
横須賀にて試験艦「あすか」に在籍していたが、ミニ・イージスシステムの習熟者として、「いそかぜ」のクルーに新システムの指導を施すため配転されて来た。
しかしそれは表向きの経歴であり、正体は防衛庁情報局（DAIS）所属の二等海曹。DAISの特殊部隊である対テロ特殊要撃部隊「920SOF」の特別班（単独任務専門）に配属されている。宮津たちによる叛乱を阻止する特命を受け、海上自衛官の一等海士として「いそかぜ」に派遣された。
少年時代に母が自殺し、放蕩者の父に引き取られる。慕っていた祖父を父に殺された復讐として父を殺害するが、直後にDAISに服役免除を条件にスカウトされ、組織の一員として行動することになる。寡黙で、訓練の成果もあるが感情を押し殺している。天才的な絵の才覚を持っている。小説よりアイドルにいそうな端整な顔立ちと記載されており、作中屈指の人気キャラクターである。
映画では、親子三人で暮らしていたが母の自殺がきっかけで父親を殺害したと、設定変更された。『6ステイン』や『C-blossom case729』にも登場している（時系列的には本作品より前）。

### 「いそかぜ」関係者
竹中 勇（たけなか いさむ）
演：吉田栄作
海上自衛隊ミサイル護衛艦「いそかぜ」副長兼船務長（映画では船務長のみ）。三等海佐。他の主要幹部たちと違い、防衛大学校出身ではなく一般大学から海上自衛隊幹部候補生学校に入隊。「有事法制研究会」メンバーだったが、高い能力から左遷を免れ「いそかぜ」に残った古参（着任3年目）の幹部である。A幹内の防大出身者と一般大出身者の待遇差に、潜在的な不満を持っている。
いわゆる「ムードメーカー」として描かれている一方で、自分の本心や本来の感情をどこか押し殺しているように見える場面も多い。明るく穏やかかつ誠実な人柄で、下士官からも好かれる幹部として描かれ、嫌われ者として描かれている杉浦や風間らとは一線を画した存在である。葛藤からか、事件前に仙石に「何か」を打ち明けようとしたが、結局伝えられずに終わる。妻とは死別して久しい。
叛乱以後も、船乗りとしての正常な感性を維持していたことでヨンファと、そして宮津とも対立。叛乱を裏切ったことが露見すると、ヨンファを負傷させるが、逆に致命傷を負い、宮津に止めを刺される。映画版ではヨンファに射殺される。
杉浦 丈司（すぎうら たけし）
演：豊原功補
海上自衛隊ミサイル護衛艦「いそかぜ」砲雷長。一等海尉（映画では三等海佐）。防大出身。
竹中とは逆に、規律に厳しく融通の利かない「嫌われ者」として描かれている。父親に憧れて防大を経て海上自衛隊に入隊するが、エリート意識も強く現場叩き上げの海曹士が幹部に上申（リコメンド）する慣習に不満を抱き、「有事法制研究会」の活動にのめり込む。周囲の人間に関心が無く、無意識のうちに社会との関わりを閉ざしていた。戦闘の中で仙石と遭遇して虚脱し、説得に応じて改心するが、そこへ駆けつけた如月に反射的に銃を向けてしまい殺される。
映画では積極的にヨンファたちに協力しながらも葛藤する姿が描かれた。
横田 利一（よこた としかず）
海上自衛隊ミサイル護衛艦「いそかぜ」航海長。一等海尉。「有事法制研究会」メンバー。
仙石とは交流が少なかった。叛乱の終盤、舵輪を握ったまま死亡する。
酒井 宏之（さかい ひろゆき）
海上自衛隊ミサイル護衛艦「いそかぜ」機関長。一等海尉。「有事法制研究会」メンバー。
さえない幹部の典型と描写されたが、叛乱の終結にあたって冷静に振る舞う。
風間 雄大（かざま ゆうだい）
演：谷原章介
海上自衛隊ミサイル護衛艦「いそかぜ」砲雷科水雷士。三等海尉。防大出身の初任幹部。
茨城県出身。優等生であるが、その分エリート意識が強く、小心者で頭でっかちのヒステリー男として同世代の海曹、海士たちの嫌悪を一手に引き受ける存在として描かれている。田所殺害後の混乱では「こんなことをするために海自に入ったんじゃない」と発言し、本心を覗かせる。「有事法制研究会」で宮津隆史とも交流があったため、隆史の死後、初度配置から希望に反して経補幹部となり、左遷に等しい扱いを受けたと感じていた。
叛乱にあたって気持ちが高揚していたが、終盤ではヒステリックに銃を乱射する。仙石に銃を取り上げられると、子供にかえったように号泣する。如月の治療を通じて生命の尊さを実体感し、人の生命を奪う叛乱に加わったことを後悔すると、同期の初任幹部たちを一喝し、退艦を決意させる。
若狭 祥司（わかさ しょうじ）
演：光石研
海上自衛隊ミサイル護衛艦「いそかぜ」掌帆長。海曹長。仙石の親友であり、家庭内事情に対して親身に相談に乗る。プライベートでは家庭を大切にしており、20年来家族との交換日記を欠かさない。
「いそかぜ」に戻った仙石から乗組員を託されるが、潜水艦「せとしお」に最初に救助されることを潔しとしなかった。その後、作戦計画立案のため、渥美から仙石の情報を聞かれる。事件後は「はるゆき」に異動する。
田所 祐作（たどころ ゆうさく）
演：斉藤陽一郎
海上自衛隊ミサイル護衛艦「いそかぜ」第一分隊砲雷科海士長。
暴走族を辞めてブラブラしているところを自衛隊地方連絡部の広報官に声を掛けられて入隊した。入隊後も暴走族くずれの気質がぬけなかったが、仙石の推薦で防衛記念章を授与されてからは見違えるように訓練に励むようになり、元々の面倒見の良さから海士たちのまとめ役「兵長」として若いクルーを取り仕切るようになる。仙石の弟分的な存在。海曹への昇任試験を控え、米軍への留学を夢見ている。戦闘配置の混乱の中、如月を追い、何者かに殺害される。
映画では主人公やストーリーそのものへの絡みが少なくなっており、既婚者で恐妻家であることを窺わせている。
菊政 克美（きくまさ かつみ）
演：森岡龍
海上自衛隊ミサイル護衛艦「いそかぜ」第一分隊砲雷科二等海士。
人間関係がギクシャクしがちな「いそかぜ」クルーの潤滑剤的な存在。幼いころに両親が離婚して、祖母に育てられた。魚雷訓練中、事故死する。
他の福井作品でも同姓の登場人物がしばしば登場し、同じく悲劇に襲われることが多い。

### 自衛隊関係者
木島 祐孝（きじま まさたか）
統合幕僚会議議長。
湊本 仁志（みなもと ひとし）
海上幕僚長。
沢口 博（さわぐち ひろし）
防衛庁海上幕僚監部人事部課長。眼鏡面の中年で、身体的理由から艦艇勤務を外れて久しい。ロリコンであることから脅迫を受け、職権を乱用して不自然な人事異動を行ったと目されたため、DAISの「監視対象者」となっていたが、新浦安駅においてDAISの監視役の目の前で投身自殺する。
吉井 真人（よしい まさと）
海上自衛隊第1護衛隊群司令。海将補。
衣笠 秀明（きぬがさ ひであき）
演：橋爪淳
海上自衛隊第65護衛隊司令。一等海佐。
隆史の死に際し、宮津が海上勤務から離れそうになった時、上司を越えて直接人事に直談判し、訓練航海においても「うらかぜ」を座乗艦に選んで宮津の負担を減らすなど、恩人といえる存在である。ただし、宮津はその恩を仇で返すことなる。阿久津とは馬があい、良好な関係だった。「うらかぜ」沈没に際し、電子海図台で左手を潰され、宮津の暴挙を止めるよう阿久津に頼んで、艦と命運を共にする。
映画では宮津が「いそかぜ」副長に設定変更されたため、「いそかぜ」艦長に設定が変更されており、風貌も大きく異なっている。最期も「うらかぜ」と運命を共にした原作も異なり、ヨンファたちによって殺害され、死体を如月に発見されるといった形に変更された。
阿久津 徹男（あくつ てつお）
演：矢島健一
海上自衛隊ミサイル護衛艦「うらかぜ」艦長。二等海佐。
宮津の3学年下の後輩として防大時代からの付き合いがある。宮津のことを現在でも「部屋長」と呼び、慕っていた。若々しい容姿で、女性隊員からも好感を持たれる。「夢見るロマンチスト」らしい一面があると描写され、男気に溢れた一面が色濃く描かれている。それは、自分の座乗艦が「いそかぜ」により沈められたことでより強くなっており、報復をせず自らの信義に従う姿勢を見せたことで、息子の仇討ちに囚われていた宮津を激しく動揺させる。事件後は「はるゆき」で再び艦長職に返り咲いた。
映画版ではストーリーへの絡みは少なく、「うらかぜ」撃沈後の消息は不明（生存したかどうかも明らかになっていない）。
武石 誠（たけいし まこと）
海上自衛隊 潜水艦「せとしお」艦長。二等海佐。
安藤 亮二（あんどう りょうじ）
航空自衛隊百里基地第7航空団第204飛行隊所属三等空佐。コールサインは「スラッガー01」。
宗像 良昭（むなかた よしあき）
演：真木蔵人
航空自衛隊百里基地第7航空団第204飛行隊所属一等空尉。
F-15Jイーグルの操縦士で、コールサインは「スラッガー02」→「アンダーテイカー」。「いそかぜ」事件発生直後に上司（安藤三等空佐）と共に「いそかぜ」攻撃命令を受け、同艦に攻撃をしかけるも「いそかぜ」の反撃で上官の安藤を失う。その後、仇討ちの機会を与えられ特殊焼夷弾（テルミット・プラス）を搭載したミサイルによる「いそかぜ」撃沈の命令を受け、再出撃する。
映画では飛行班長で彼の上司にあたる安藤三等空佐は登場しておらず、三沢基地に所属しており、搭乗機はF-2に、コールサインも「バフ」に変更されている。宗像役の真木蔵人は、映画の撮影に際し本物のパイロットから操縦の指導を受けている。
宮津 隆史（みやつ たかし）
宮津弘隆の一人息子。防大に入学し海上要員となるが、卒業を半年後に控えた第4学年時に、父に打ち明けずに中退。その後、車を運転中に「事故死」し、弘隆に激しいショックを与える。インターネット上に、実名で論文『亡国の楯』を遺す。
実際は『亡国の楯』を実名で発表したことでヨンファの接触を受けており、DAISは隆史に彼好みの女性局員をあてがい、ヨンファの捕縛に協力させようとするが失敗、口封じのため隆史を暗殺したというのが真相だった。
在学中は「有事法制研究会」に参加し、変革を夢見て議論を交わしていた。

### 政治家・官僚
梶本 幸一郎（かじもと こういちろう）
演：原田芳雄
内閣総理大臣。すなわち自衛隊の最高指揮官である。日本経済再建のため、それまでの規制緩和政策を否定し保護統制を基調とした日本型経済システム（日本的経営）の復活を提唱、金融ビッグバンの凍結を狙っている。権威への平身低頭を処世とする役人根性を嫌う能力至上主義者。
いわゆる「数で転ぶ政治屋」なところを随所に見せ、最初は「いそかぜ」内部で奮闘する仙石や如月を諦めて捨てようとする。しかし、渥美の説得や「いそかぜ」内部における様々なドラマが、彼の気持ちや考え方を変化させていく。
小説『川の深さは』には、同一人物と思われる梶本という内閣官房長官が登場している。
石崎（いしざき）
外務大臣。
汀 陽介（みぎわ ようすけ）
自治大臣兼国家公安委員会委員長。
日下 義美（くさか よしみ）
内閣官房長官。
鍋島 秀一（なべしま しゅういち）
防衛庁長官。
曾根 岳士（そね たけし）
内閣安全保障室長。
瀬戸 和馬（せと かずま）
内閣情報調査室長。
明石 智司（あかし さとし）
警察庁長官。
菅原 裕二（すがわら ゆうじ）
警察庁警備局長。

### 防衛庁情報局（DAIS）関係者
野田 輝夫（のだ てるお）
防衛庁情報局長。大半が防衛庁職員出身者で占められる局の中で、数少ない警察出身者でもある。
『震災後』にも登場している。
渥美 大輔（あつみ だいすけ）
演：佐藤浩市
防衛庁情報局内事本部長。
旧華族の家系出身。外務省、大蔵省、通商産業省といった一流官庁への入省を望む実家の反対を押し切って、東大法学部卒業後、二流官庁である防衛庁に入庁。宮津による「いそかぜ」叛乱を早くから察知し、様々な作戦を繰り出す。仙石が戦っていることを知り、何とか助けてやりたいと思っている。潔癖な性格で、自分の仕事と性格の不一致に嫌気が差している。
『C-blossom case729』『震災後』『人類資金』にも登場している。
梶 良巳（かじ りょうき）
防衛庁情報局対テロ特殊要撃部隊「920SOF」隊長。一等陸尉。
宮下 武（みやした たけし）
防衛庁情報局対テロ特殊要撃部隊「920SOF」隊員。三等陸尉。
真壁 義成（まかべ よしなり）
防衛庁情報局対テロ特殊要撃部隊「920SOF」隊員。三等陸曹。
平 貫太郎（たいら かんたろう）
防衛庁情報局対テロ特殊要撃部隊「920SOF」ヘリコプター部隊編隊長。陸上自衛隊出身。
前作『Twelve Y. O.』の主人公の一人で、かつて「海兵旅団」の創設メンバーとして声が掛かったほどの優秀なヘリコプターパイロット。本作品ではMH-53のパイロットとして終盤の1シーンに登場する。
805
沢口博の専従監視班「シノ」に所属する男性局員。沢口の監視任務により持病の痔を悪化させてしまったため、1か月前から同僚に頼んで早番に回してもらい町の肛門科に通っていた。いつも通り出勤する沢口を監視していたが、沢口の投身自殺を目撃する。
645
『ネスト』の一つを持ち去ったD（デルタ）を監視していた女性局員。他のネストと異なり唯一の女性であるDの監視は、彼女にしかできなかった。CIA局員と新婚旅行を装って、Dを追いオセアニア航空202便に搭乗するが、Dが起こした事故に巻き込まれる。

### 工作員
ホ・ヨンファ（許 英和）
演：中井貴一
北朝鮮対日工作員（映画では某国工作員・指導教官）。
朝鮮戦争や窮乏にあえぐ北朝鮮での経験から、非常に冷徹で目的遂行のために高い意思を持つ。そこが宮津たちと違うところであり、彼の暗さを引き立たせている。しかし、ジョンヒの死には我を忘れて激昂し、周囲からなだめられる場面もあった。ジョンヒにこそ劣るが、かなりの戦闘能力を有する。艦内では少佐と階級で呼ばれる。
自身を海上自衛隊海上訓練指導隊群訓練科長の溝口哲也三等海佐と身分を偽り、護衛艦「いそかぜ」に部下と共に潜入する。
彼自身の目的は、GUSOHを用いて北朝鮮を恫喝して叛乱を起こし、米国と内通する北朝鮮政府を倒し、溺愛するジョンヒを「女王」として貧困や差別とは無縁の新国家を樹立することだった。
チェ・ジョンヒ（崔 静姫）
演：チェ・ミンソ
北朝鮮工作員（浸透員）の1人。本編において、1つの鍵を握る人物でもある。黄海北道の農場出身だが、非嫡出子のため迫害されて育つ。幼いころに平壌のリン・ミンギに引き取られ、浸透員として教育される。
ヨンファの義兄妹であり、女性としては類稀な体力・戦闘技術を持つ。対南浸透作戦時に韓国側の地雷により声帯を吹き飛ばされているため、声を出すことができない。その後、韓国国家安全企画部により、性的暴行や大量の自白剤投与などの凄惨な拷問を受ける。ヨンファに救われ献身的な介護を受けたことから、強い絆で結ばれているものの、それ以上の関係性は不明。この際の傷を隠すためか、首に常にマフラーを巻いている。
GUSOH（格納容器の通称から『ネスト』と呼ばれる）を米軍から強奪し、1年近く地下に潜伏した後、Dとして逃亡。オセアニア航空202便を爆破すると、事前に用意したパラシュートで脱出し「いそかぜ」に救助されて潜伏した。似た境遇の如月に関心を持つが、最終的に如月と水中での格闘戦の末、如月を助けに来た仙石のMP5Kで如月に射殺され、その遺体は航行中だった「いそかぜ」のスクリューに巻き込まれバラバラとなった。
映画では傷が確認でき、ヨンファとも血のつながった兄妹の設定。最終的にスクリューに巻き込まれるのは同じだが、こちらは如月との格闘戦中に「いそかぜ」が航行を始め、退避しようとするも叶わず生きたままスクリューに巻き込まれるという展開となっている。
ドンチョル少尉
演：安藤政信
北朝鮮工作員の1人。表向きは海上訓練指導隊所属の山崎謙二二等海尉と名乗り、「いそかぜ」に潜入する。
原作では「いそかぜ」に戻った仙石に気絶させられ、武器を奪われる。戦闘の中で、如月の手榴弾により死亡する。
映画では溝口（ヨンファ）の副官という設定で、仙石にいそかぜが狙われている（如月が工作員で、自分たちがダイスの人間という虚構）状況を説明するという原作のヨンファの役割を演じた。
イルジュン大尉
北朝鮮工作員の1人。
リン・ミンギ
北朝鮮人民武力省偵察局局長。ヨンファとジョンヒの上司にして養父。二人を工作員として育てるが、やがて仲違いする。ヨンファにとって唯一の交渉ルートだったが、彼に殺害され、生首が本国へ送り返された。

## 護衛艦「いそかぜ」
「いそかぜ」（ローマ字：JS Isokaze, DDG-183）は、作中に登場する架空のミサイル護衛艦（DDG）である。現実では計画中止によって建造されなかったはたかぜ型護衛艦の3番艦という設定で、この名を受け継ぐ日本の軍艦としては大日本帝国海軍の磯風型駆逐艦「磯風」、陽炎型駆逐艦「磯風」に続き3代目。はたかぜ型2番艦の「しまかぜ」と同じ年に竣工した。
はたかぜ型は、それまでの自衛艦と比べて多数のコンピューターを搭載した多機能水上戦闘艦艇であり、世界的に見ても最有力の防空戦力と認識されていたが、その座は直後に登場したイージス艦に奪われ、海上自衛隊へイージス艦導入が決定すると瞬く間に旧式艦扱いされることとなった（はたかぜ型護衛艦に関係する事情は現実と同一であり、現実ではイージス艦導入決定により、はたかぜ型3番艦の建造は中止されている）。
しかし、北朝鮮の弾道ミサイル発射実験で国防に関する国民の意識が高まり世論が形成されたことから、TMD構想の日米共同開発が開始され、その構想を視野に入れた全護衛艦のイージス艦化計画が実施されることが決定。その計画の1番艦として「いそかぜ」が選ばれ、大規模な FRAM改修が行われた結果、本来のはたかぜ型と比べて大幅に装備が変更されている（現実には「全艦イージス化」計画はないものの、本作刊行後にあたご型護衛艦・まや型護衛艦各2隻が建造されて海上自衛隊イージス艦は8隻に増勢され、それによってはたかぜ型は淘汰されて練習艦に転用された）。

### 装備

#### C4I
「いそかぜ」をはじめ、作中の護衛艦が使用している戦術データ・リンクは「リンク17」とされている。しかし、これは実在しないものである。

#### 対空戦
対空戦闘システムとしては、開発されたばかりである国産のFCS-3をFRAM改修により新たに搭載している。これは、4面のSPY-1D多機能レーダーを中核としたシステムで、SPY-1Dによって360度の空を数百kmにわたって常時監視し、それが探知・捕捉・追尾する目標のうち、12目標を同時に攻撃することが可能である。このことから、イージス艦と同等の性能だが区別をつけるために、作中では「ミニ・イージス艦」と呼ばれている。4面のSPY-1Dの設置場所は、艦橋構造物の既設マスト部とされ、そこにSPY-1Dを取り付けた構造物を建て、その上にマストを移設している。そのため、かなりトップヘビーな外見となってしまっており、見た目に関する乗組員たちからの評判は決して良くない。
対空兵器としては、従来のSM-1MRに加えて新たにSM-2ERが搭載された。SM-2ERは、最大射程が100km以上ある艦隊防空用の艦対空ミサイルで、FCS-3の装備によって運用能力を獲得した。これを搭載するため、前甲板に搭載されていた74式アスロックランチャーは撤去され、それによって空いたスペースにMk.41 VLSが16セル設置されている。SM-2ERの搭載数は、VLSがアスロック発射器も兼務しているため、アスロックの搭載数によって変化する。SM-1MRは、SM-2ERより1世代前の艦隊防空用ミサイルであるが、FRAM改修前から装備されているMk.13 ミサイル発射機が撤去費用の問題によって改修後も残されることになったため、引き続き搭載されている。だが、SM-2ERと比べて旧式であるため完全にお荷物扱いとなっており、「あまつかぜ」時代からこれを扱ってきた仙石は複雑な想いを抱くことになっている。しかし、この2つのミサイルランチャーの存在によって、特殊部隊による無力化を狙う日本政府は、化学兵器「GUSOH」を弾頭部に搭載したミサイルが、どちらに装填されているのか分からず対応に苦慮することとなる。
はたかぜ型は本来、マスト部に3次元レーダーとしてSPS-52を装備しているが、FRAM改修後の「いそかぜ」におけるSPG-52の状況は資料によって異なる。小説版と企画書では完全に撤去されているが、漫画版では新たなマスト部に移設されており、公式大綱では撤去されているが、その代わりにOPS-24が新たなマスト部に装備されている。その他、SM-1MRの誘導に必要な2基のSPG-51も、小説版と企画書では完全に撤去されているが、漫画版と公式大綱では残されている。
なお、実際のFCS-3に使用されているレーダーはパッシブ式のSPY-1Dではなくアクティブ式のフェーズドアレイレーダーであるなど、作中のFCS-3は実物と異なるものになっている。

#### 対潜戦
「いそかぜ」の対潜ソナーについては、資料によって設定が異なっている。原作の小説版では種類について特に明記されていないが、艦首バウ・ソナーは、公式大綱ではOQS-101、企画書ではOQS-3としている。しかし、実際のOQS-101はしらね型護衛艦以外では重量の問題で装備されておらず、OQS-3は、はたかぜ型が本来装備するOQS-4より旧式である。はたかぜ型は可変深度ソナーを本来装備していないが、小説版には使用している場面があり、このソナーの形式は特に明記されていなかったが、企画書ではSQS-35(J)としている。
対潜兵器としては、アスロックと68式3連装短魚雷発射管の2つが搭載されている。アスロックは、FRAM改修以前に装備されていた74式アスロックランチャーから発射するタイプではなく、SM-2ERを運用するために前甲板のアスロックランチャーがFRAM改修時に撤去され、空いたスペースにMk.41 VLSが16セル設置されたため、VLSからの発射に対応したRUM-139 VLAが搭載されている。VLAの搭載数は、VLSがSM-2ER発射器も兼務しているため、SM-2ERの搭載数によって変化する。
68式3連装短魚雷発射管は、小説版ではCICからの遠隔操作が可能なタイプであったが、映画版では手動式としている。発射されるのは、Mk.46短魚雷である。

#### 対水上戦
対水上打撃力としては、FRAM改修後も従来通りハープーン艦対艦ミサイルの4連装発射筒を2基搭載している。これは、小説版・漫画版・映画版・企画書ともに共通しているが、公式大綱だけは、ハープーンではなく90式艦対艦誘導弾の4連装発射筒を2基搭載としている。

#### 砲熕兵器（ほうこう へいき）
主砲は、FRAM改修によって従来搭載されていた73式54口径5インチ単装速射砲2門が、ともに54口径127mm単装速射砲2門に換装されている。73式54口径5インチ単装速射砲は、砲塔内にも人員が配置されていたが、この砲に換装されたことで砲塔内の完全無人化が実現した。
CIWSは、従来と同じく高性能20mm機関砲を2基搭載しており、公式大綱と漫画版では、Block1B型以前のタイプとしている。

#### 電子戦
電子戦装置は、原作の小説版では特に明記されていなかったが、公式大綱によると、FRAM改修によりNOLQ-1からNOLQ-3に換装されている。これは、はたかぜ型に本来装備されているNOLQ-1より1世代新しいものである。

## 用語
『亡国の楯』
宮津弘隆の息子で防大生の宮津隆史が書いた論文。本作の品タイトルはこれに由来する。隆史は父親と同じく海上自衛官を目指していたが、防大卒業が近づいてもいまだ国を守るという信念を持てず、悩んでいた。その果てにネットで公開したのが本論文である。
内容を要約すると、「国力とは財力や軍事力ではなく、国民が祖国に抱く愛国心」、「今の日本には愛国心も、国家の意思と呼べるものも無い」、そして「防衛の要であるイージス艦は、守るべき国を亡くしている」である。
防衛庁情報局 (Defence Agency Information Service/DAIS)
防衛庁・自衛隊の秘匿情報機関。通称「DAIS（ダイス）」もしくは本部のある場所を指して「市ヶ谷」と呼ばれる。防衛庁情報本部を表の顔として運営されている。詳細はリンク先を参照。
辺野古ディストラクション
前作『Twelve Y. O.』の終盤にて起きた在日米軍辺野古弾薬庫の爆発事故。表向きは「新型高性能火薬が爆発した結果、弾薬庫内に保管されていた他の弾薬類も誘爆した」という内容だが、実際は弾薬庫地下にあった研究施設からGUSOHが漏出したため、拡散を防ぐべく研究施設内に備えてあったテルミット・プラスによって地上の弾薬庫ごと焼却したというのが真相であった。
GUSOH
前作『Twelve Y. O.』に登場した新型の毒ガス兵器。本作品ではこの兵器が物語に深く関与している。通称はあれ。容器はネストと呼ばれる。
テルミット・プラス
前作『Twelve Y. O.』に登場した新型の特殊焼夷弾。改良型が『Op.ローズダスト』に登場する。詳しくはリンク先を参照。
SOF（Special Operation Force/特殊要撃部隊）
本作品に登場するDAISの特殊部隊。作中に登場するのは920SOFで、他に013SOF・464SOFなどが設定上に存在する。920SOFの「920」は、他作品（『6ステイン』『敗者達の黙示録』『壊点 ポイント・ブレイク』）に登場する結城圭一二曹のIDを冠したもの。

## 刊行一覧
講談社（単行本）
- 亡国のイージス（1999年8月、ISBN 4062096889）

講談社文庫
- 亡国のイージス（上） （2002年7月、ISBN 4062734931）
- 亡国のイージス（下） （2002年7月、ISBN 406273494X）

### スピンオフ
水平線の光の中、また逢えたら―another『亡国のイージス』ジョンヒ〜静かなる姫〜
著：橋口いくよ、2005年3月、ISBN 4344406125
橋口いくよによる本編の前日譚。チェ・ジョンヒと平凡な日本の男子大学生である古屋研太とのふれあいを描く。
亡国のイージス former part コール ザ ロール
2005年8月、ISBN 4062751518
本編の登場人物の数週間前の様子を描いた短編集。全4章で構成され、それぞれ仙石、宮津、行、ジョンヒの視点で描かれており、『水平線の光の中、また逢えたら』や『C-blossom case729』と本編をつなげる役割も果たしている。原作版「いそかぜ」精密フィギュアセットに同梱され、限定1万部が発売された。後に『IN★POCKET』2008年8月号に仙石の章が掲載された。

## メディアミックス

### 映画
防衛庁・海上自衛隊・航空自衛隊協力の下、2005年7月30日に公開。興行収入は21億円。日本での公開の後、台湾でも2005年11月26日から「亡國神盾艦」の名で劇場公開された。

#### 映画版あらすじ
護衛艦「いそかぜ」の先任伍長である仙石恒史は、酒に酔ってナイフでケンカ騒ぎを起こした若年海士たちのために警官の前で土下座をするなど、信頼が厚い男だった。訓練海域へ向かう航海の途上「いそかぜ」に訓練指導と称し14人が乗り込み、倉庫の前に見張りが立つなど不穏な雰囲気が生み出されていき、仙石が気に掛けていた如月一士も、徐々に不審な動きを見せていく。
そんな中、如月の異状に気付いた菊政二士は、訓練中に事故死。それでも、「いそかぜ」は帰港せず予定通り東京湾への航海を続けることに。仙石は菊政の遺体を肉や魚と共に冷蔵室に保管しておくのかと、抗議するため艦長室を訪れる。由良基地から乗艦している海上訓練指導隊（FTG）の溝口三佐や、いそかぜ副長の宮津二佐の説明によれば「某国の工作員ホ・ヨンファの影響下にある如月が米軍から猛毒の化学兵器GUSOHを奪い、潜入している。溝口は如月の行動を阻止するために送り込まれた防衛庁情報局（DAIS）の人間であり、FTGの面々も彼の部下である」とのことだった。そして、すでに艦長は殺害されていた。
その直後、如月が密かに持ち込んだ爆弾を使って艦腹に破孔を開け、機関室にさらなる爆弾を仕掛けて立てこもる。説得のため仙石は一人で如月の下に赴き、彼の拳銃を奪って無線機を破壊する。しかし、彼の説明によれば「自分こそDAISの人間である」「溝口こそホ・ヨンファ本人であり、FTGを装った工作員たちを指揮し、宮津ら幹部たちも彼に通じている」とのことだった。仙石が機関室の扉を開けると、突入してきたFTGの隊員に如月は拘束される。
溝口は浸水が激しいとの名目で総員離艦を命じ、仙石は抗議しようとするが、本性を現し始めた宮津とヨンファたちに制止される。曹士隊員が離艦命令に従う一方、FTG隊員と幹部たちは如月を拘束したまま護衛艦に立てこもる。救命ボートからその様子を見た仙石は「いそかぜ」を守るため単身海へ飛び込み、破孔から艦内へ戻るが、閉鎖された水密扉に行く手を阻まれる。叛乱を起こしたことを日本政府へ宣言した「いそかぜ」は東京湾方面へ進み、制止を試みた護衛艦「うらかぜ」と戦闘の末ハープーンミサイルで撃沈する。
GUSOHの照準は東京都心、水深が浅い東京湾では潜水艦の活動は不可能、残留した幹部全員が宮津のシンパであった。内閣総理大臣以下、最高幹部らと宮津は直接会話する。宮津の要求は、GUSOHの存在の公表・宮津の息子である防大生がDAISの策謀により死亡したことの公表等であった。しかし、最高幹部はDAISの存在を認めず、如月を見殺しにする。如月が殺害されようとした瞬間、仙石が主砲弾を炸裂させて水密扉を破り、艦内を混乱させた隙に如月は艦内へ身を隠す。
合流した仙石と如月は徐々に心を通わせつつ、航空自衛隊のF-2による特殊焼夷弾による対艦攻撃が迫る中、阻止限界線までにGUSOH発射を阻止すべく奮闘することとなる。

#### スタッフ
- 監督：阪本順治
- 脚本：長谷川康夫、飯田健三郎
- 撮影：笠松則通
- 美術：原田満生
- 照明：石田健司
- 録音監督：橋本文雄
- 録音：阿部茂
- 編集：ウィリアム・アンダーソン
- 助監督：中川裕介
- 音楽：トレヴァー・ジョーンズ
  - サポートソング「The Reason」：Hoobastank ※予告編でのみ使用
- 特殊撮影
  - 特撮監督：神谷誠
  - 撮影：村川聡
  - 美術：高橋勲
  - 照明：白石宏明
  - 助監督：石井良和
- アクションコーディネーター：諸鍛冶裕太
- 製作：『亡国のイージス』アソシエーツ（日本ヘラルド映画、松竹、電通、バンダイビジュアル、ジェネオンエンタテインメント、IMAGICA、エフエム東京、産経新聞、デスティニー）
- 配給：日本ヘラルド映画、松竹

#### キャスト（主な登場人物以外）
- 宮津芳恵（宮津弘隆の妻） - 原田美枝子
- 瀬戸和馬（内閣情報官） - 岸部一徳
- 小林政彦（DAIS局員） - 松岡俊介
- 服部駿（DAIS局員） - 池内万作
- 佐伯修一（防衛庁長官） - 佐々木勝彦
- 明石智司（警察庁長官） - 平泉成
- 木島祐孝（統合幕僚会議議長） - 天田俊明
- 湊本仁志（海上幕僚長） - 鹿内孝
- 宮崎（国土交通大臣） - 春田純一
- 汀（自治大臣兼国家公安委員長） - 平野稔
- 外務大臣 - 小川隆市
- 若狭祥司（「いそかぜ」掌帆長・海曹長） - 光石研
- 酒井宏之（「いそかぜ」機関長・三等海佐） - 中沢青六
- 横田利一（「いそかぜ」航海長・一等海尉） - 中村育二
- 年配の警官 - 佐川満男
- 宮津隆史（宮津弘隆の息子・防大生） - 笠原秀幸
- 仙石頼子（仙石恒史の妻） - 松本圭未
- 仙石佳織（仙石恒史の娘） - 菱山美幸
- 如月行の母 - 小松みゆき
- 海ほたるで「いそかぜ」を目撃する男 - 大河内浩
- 「いそかぜ」乗員 - 松尾諭
- その他の出演者 - 奈良坂篤、永妻晃、マイク・ハン、遠藤雅、矢柴俊博、桜井聖、竹本和正、鳥木元博、天田暦、石橋正高

#### 映画版の評価
「護衛艦の副長が幹部自衛官達を従えて日本政府に対し叛乱を起す」というアクション・エンターテインメント的な内容ではあるが、一方で「国家としてのありようを見失った日本に、はたして守るに値する価値があるのか?」と、問いかける作品となっている。当作品に限らず福井晴敏の映画化作品は愛国的・反米的な描写が目立つが、決して戦争を賛美するものではなく（むしろ、戦争批判のメッセージさえ込められている）、前述の通り日本という国家のあり方を問いかける主題のものが多い。
映画版が公開された2005年は戦後60年の節目の年でもあり、日本の防衛庁が本作品を含め『ローレライ』『戦国自衛隊1549』『男たちの大和/YAMATO』など、日本の軍備を描いた作品への協力を積極的に行った。そのこともあってか、韓国国内では映画版に出演したチェ・ミンソに対して「日本の軍拡に繋がる右翼映画に出演する女優」と非難・批判が噴出した。
実写化にあたっては上映時間などの制約上、原作の内容をすべて盛り込めず、前述の問いかけに対する原作終盤の仙石の返答と行動は全て無くなっている。原作のハリウッド調のシーンが削除され娯楽色が薄められているほか、その他の重要なエピソードについても一部が原作者自身の判断により削除されている。

#### 防衛庁の協力
本作品は当初2000年に映画化する予定だったが、企画を持っていった1999年当時の防衛庁（現・防衛省）側は「現職の海上自衛隊護衛艦艦長が叛乱を起し、最新鋭護衛艦を乗っ取り、日本政府に対して脅迫をするなどという内容の映画には、一切協力はできない」と強く拒否した経緯がある（その後の映画版でも、叛乱の首謀者である宮津の役職が艦長から副長へ変更されている）。
2度目の協力要請の時、同庁広報は再度拒否するつもりだったが、同作品の読者であった石破茂長官（当時）が再考を促し、原作者や映画制作関係者が艦艇部隊や江田島（幹部候補生学校などが所在）などをくり返し見学し、映画の内容修正を行ったこともあって、防衛庁側の協力が実現した。

#### 映画版登場兵器

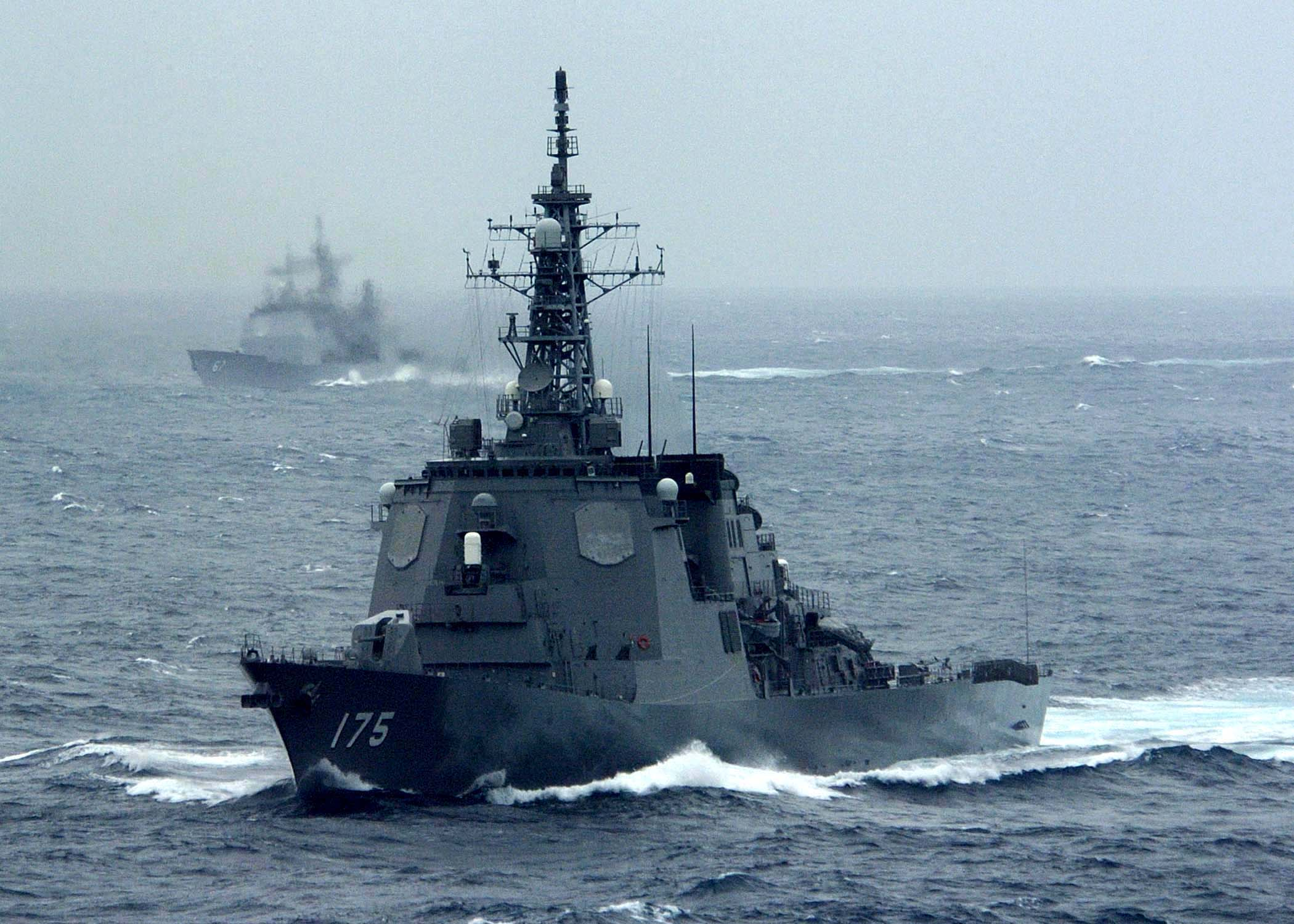
作中で「いそかぜ」を演じた「みょうこう」

DDG-175 護衛艦「みょうこう」
海上自衛隊の「こんごう型護衛艦」の3番艦。劇中、主役のイージス護衛艦「いそかぜ」を演じる。
DD-107 護衛艦「いかづち」
海上自衛隊の「むらさめ型護衛艦」の7番艦。劇中、「いそかぜ」から発射されたハープーンの攻撃を受けて撃沈される護衛艦「うらかぜ」役として出演。
DD-101 護衛艦「むらさめ」
海上自衛隊の「むらさめ型護衛艦」の1番艦。劇中、「いそかぜ」から異動した仙石が乗艦する護衛艦「はるかぜ」役として出演。
SS-597 潜水艦「たかしお」
海上自衛隊の「おやしお型潜水艦」の8番艦。劇中、乗っ取られた「いそかぜ」を追う潜水艦「せとしお」役として出演。
F-2戦闘機
航空自衛隊の戦闘機。劇中、小説版で「いそかぜ」を攻撃するF-15Jに代わって出演している。原作と異なり出撃したのは1回のみ（原作における2回目の攻撃に相当）で、搭載したテルミット・プラスも原作の対空・対艦双方に使用可能な架空ミサイルではなく93式空対艦誘導弾である。
SH-60J哨戒ヘリコプター
海上自衛隊の哨戒ヘリコプター。劇中、小説版にて仙石先任伍長を始めとした「いそかぜ」乗組員の救助に出動するMH-53に代わって出演。

#### 関連書籍
- オール・アバウト・如月行 もうひとつの「亡国のイージス」 2005年4月22日発売 ISBN 978-4594049447

#### 特別番組
2005年7月に劇場公開と併せて、以下の番組が放送された。
- 2005年7月30日（日）（29日土曜日深夜）の1時00分 ‐ 3時00分に、オールナイトニッポンの単発回として、『映画「亡国のイージス」スペシャル』と題したラジオ特番が放送され、原作者の福井と勝地がインタビュアー吉田尚記アナウンサーとともに出演した。
- 原作の前日譚『水平線の光の中、また逢えたら』を原作としたラジオドラマが、TOKYO FMで7月11日から14日の4夜連続（18時50分開始）で放送され[17]、7月18日から8月7日まで無料ネット配信 された。

キャスト
- チェ・ジョンヒ（崔 静姫）：浅野真澄
- 古屋研太：勝地涼
- 劇中ナレーション：谷原章介

### 漫画
2000年 - エニックスの漫画雑誌「コミックバウンド」で中村嘉宏作画によるコミカライズが連載されていた（雑誌廃刊のため打ち切り）。
2004年 - 講談社モーニングにて横山仁作画によるコミカライズ版が連載された。現在は物語中盤で連載が休止されており、発売されているコミックス上では「第1部完」と表示されている。
2005年 - 講談社別冊フレンドにて霜月かよ子作画による本作品の前日談『C-blossom case729』が連載された。この作品において、如月行が二等陸曹に昇進する顛末が描かれており、エピローグにおいて『いそかぜ』に配属された彼の姿を確認できる。

### ゲーム
2005年7月21日 - コーエー PlayStation 2 『亡国のイージス2035 ～ウォーシップガンナー～』発売
2007年12月27日 - コーエー PlayStation 2 コーエー定番シリーズ 『亡国のイージス 2035発売』（上記の廉価版）

## その他
『亡国のイージス』の文庫版の表紙には、背景として海上に浮かぶ 「いそかぜ」の姿が小さく描かれているが、上巻では通常のはたかぜ型護衛艦の状態、下巻では改造されミニ・イージスシステムを搭載した後の姿になっている。週刊モーニング掲載のコミックの絵やピットロードが商品化した模型はこのデザインが元になっている。
解説本『映画「亡国のイージス」公式大綱』（角川書店）にも「いそかぜ」の描きおろしイラストが掲載されたが、主砲が背負い式になっていないなど、上記のものとはデザインがやや異なっている。
映画版で主役を演じた真田広之は本作を最後に日本国内で製作された作品への出演が途絶えている。